# 林雍 (鲁国)
林雍，春秋时期鲁国武士。
前516年，鲁国和齐国在炊鼻（今山东省宁阳县）作战，林雍不愿意做颜鸣的车右，于是下车作战。齐国的苑何忌割了他的耳朵，颜鸣驾车离开了林雍。苑何忌的御者说：“朝下看。”回头看着苑何忌。苑何忌砍断了林雍的一只脚，林雍用单脚跳上别的战车逃回。颜鸣认为不能抛弃林雍，于是三次冲进齐军，大喊说：“林雍来坐车。” 